# San qing
Pour les articles homonymes, voir Mont Sanqing.
Trois Puretés, Trois Purs

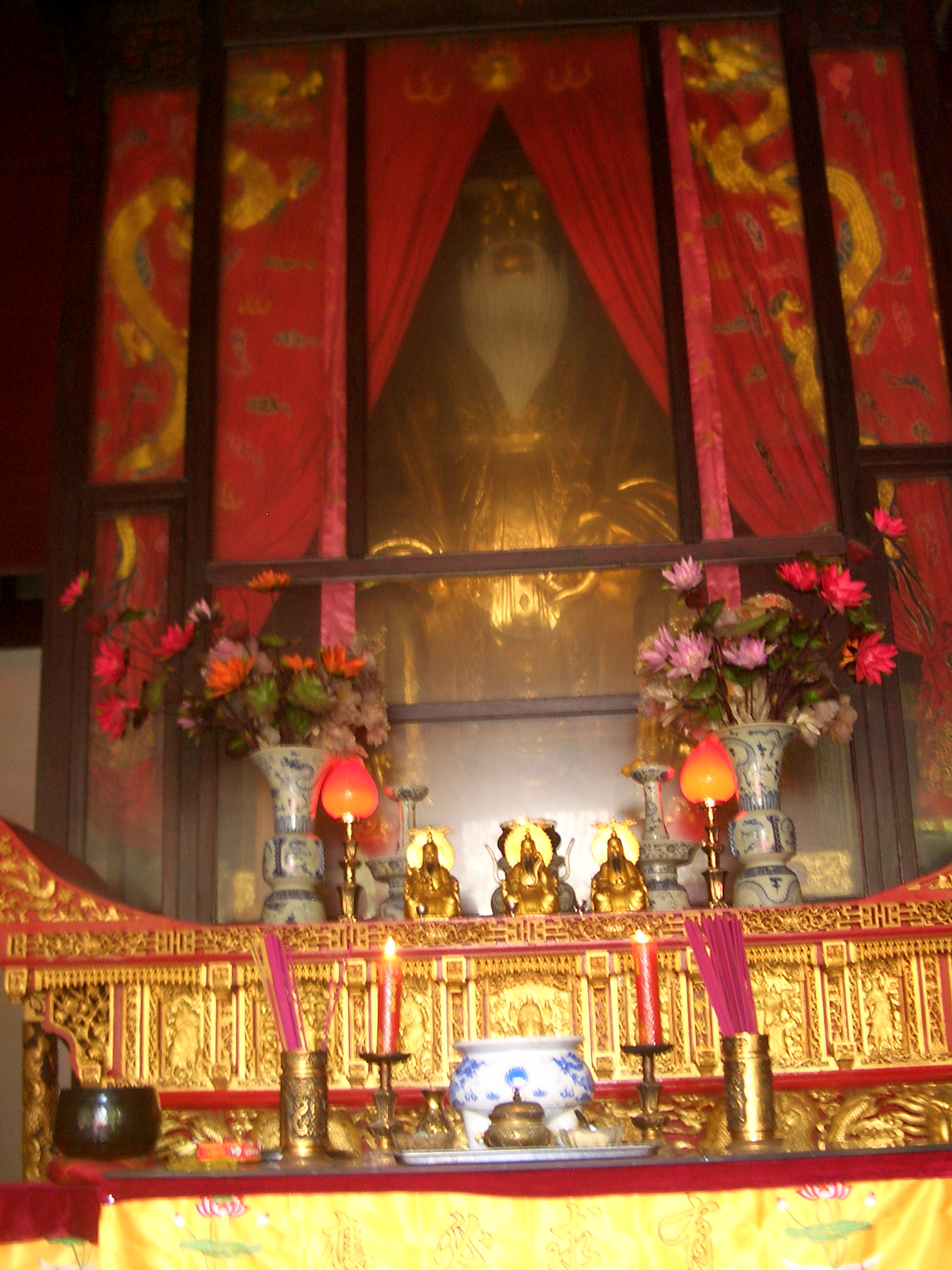
Statue de Daode tianzun, temple Changchun, Wuhan

Les Trois Puretés ou les Trois Clartés (chinois : 三清 ; pinyin : sān qīng ; Wade : San Ch'ing ; EFEO : San Ts'ing) ou en japonais Sansei (三清) désignaient à l’origine les trois cieux supérieurs du taoïsme, nommés
- Yuqing 玉清 « Pureté de jade »
- Shangqing 上清 « Haute Pureté »
- Taiqing 太清 « Pureté suprême »

situés immédiatement dessous le Daluo tian (大罗天), la « Grande Voute céleste ». Dans ces trois cieux, résident des divinités et des immortels chargés de la garde des écritures taoïstes et d’instructions sacrées, révélées à l’occasion au bénéfice de l’humanité souffrante.
À partir du IIIe siècle, le terme de sanqing 三清 désigna principalement les trois dieux principaux du panthéon taoïste. On traduira alors le terme par les « Trois Purs ».
Cette présentation ternaire des cieux, des divinités, des Écritures et de divers autres concepts n’appartient pas à un courant doctrinal particulier mais correspond à une volonté de présentation synthétique de la multiplicité des pratiques et doctrines taoïstes développées à l’époque des Six dynasties. La volonté de syncrétisme présente dans le taoïsme s’est particulièrement affirmée à l’époque de la dynastie Tang.

## Contexte historique
Les Chinois des premiers siècles de notre ère vivaient dans un monde enchanté par une multitude d’esprits, de fantômes et de divinités. Tous ces êtres spirituels résidaient un peu partout dans l'univers, dans le corps humains et dans les cieux.

### Les Maîtres célestes sous les Han
La fondation de la Voie des Maîtres célestes au milieu du IIe siècle av. J.-C. marque le début de ce qui sera appelé plus tard le « taoïsme religieux ». Les fondateurs de cette doctrine vont tenter de mettre un peu d’ordre dans la floraison des innombrables dieux engendrés par l’imagination populaire. Ils vont opérer une véritable révolution dans la manière d’appréhender le corps dans sa dimension de temple sacré habité par les dieux et les démons.
L’organisation religieuse des Maîtres célestes de l’époque Han prit pour modèle l’organisation administrative de l’empire. Les premiers maîtres célestes fabriquent comme les empereurs des talismans (符 fu) et des registres (籙 lu) de même style que les leurs qu’ils utilisent comme des sortes de lettres d’introduction dans le monde surnaturel. Toutes les écoles taoïstes du Moyen Âge emploieront de tels talismans pour les rituels d’exorcisme, de purifications et de guérisons.
Selon la cosmologie des Maîtres célestes
« Le Dao confère vie au moyen de souffles subtils de trois couleurs qui sont les souffles Xuan, Yuan, et Shi (玄元始气是也). Le souffle Xuan (« obscur, mystérieux ») est vert et forme le Ciel, le souffle Shi (« originel ») est jaune et forme la Terre, le souffle Yuan est blanc et forme le Dao » (DZ 789, 9b)
Ces trois souffles en relation avec les trois cieux, Qingwei, Yuyu et Dache, engendrent chacun trois autres souffles.
Ces principes de cosmologie comme de nombreux autres éléments doctrinaux seront reçus en héritage des courants taoïstes des siècles suivants.

### Les courants taoïstes durant les Six dynasties
Durant la période des Six dynasties (de 220 à 589) qui suivit l’éclatement de l’empire Han, se forment plusieurs nouveaux courants de pensée taoïste qui seront dénommés plus tard le Shangqing, le Taiqing et le Lingbao. Ces courants doctrinaux se constituent en intégrant différentes formes de pensées et de pratiques religieuses.
Le Shangqing 上清 réalise un syncrétisme harmonieux de la cosmologie de l’époque Han, d’élément empruntés aux Maîtres Célestes, et de l’usage des termes wu 无 « non-être » et you 有 « être » fait par Wang Bi. Les textes sacrés associés au ciel Shangqing, sont ceux du courant taoïste révélé à Yang Xi par des divinités et des esprits entre 364 et 370. La révélation Shangqing promettait à ses adeptes l’accès à un ciel d’un rang élevé, le Ciel du Shangqing de la « Haute Pureté », et apportait des écrits sacrés et des méthodes plus éminentes que celles des Maîtres célestes.
Le terme Shangqing  désigna par la suite le courant taoïste dont le véritable fondateur est le grand théoricien Tao Hongjing (456-536), qui reprit et annota les révélations de Yang xi. Pour atteindre l’immortalité, la méditation, la visualisation, l’extase, les techniques de respiration et de gymnastique daoyin sont préférées à l’alchimie. Il néglige les rituels collectifs et les talismans.
À l’origine le terme Taiqing 太清 désignait un état spirituel interne de l’adepte. Puis à partir des IIIe – IVe siècle, il en vint à désigner le ciel Taiqing de « la Pureté suprême » associé à la révélation des doctrines et écritures alchimiques et par extension à la tradition principale du waidan 外丹 de « l’alchimie externe ». Quand, au début du VIe siècle, le Canon taoïste fut étendu par Quatre Suppléments, un d’eux s’intitulait taiqing et était consacré au waidan.
L’école Lingbao 靈寶 tira une grande partie de son inspiration de Ge Hong, du Shangqing et des Maîtres célestes ainsi que d’une certaine tradition confucéenne. On peut noter aussi une réelle influence bouddhiste pour la première fois dans le taoïsme, en particulier avec la notion de salut (pudu 普度). Le panthéon et la cosmologie Lingbao sont adaptés du bouddhisme et du premier taoïsme.

### Harmonisation du taoïsme, confucianisme et bouddhisme sous les Tang
La période des Tang témoigne du développement de relations étroites entre le taoïsme, confucianisme et bouddhisme et d’efforts conscients pour harmoniser les Trois enseignements. Les textes taoïstes commencent à incorporer la dialectique Madhyamaka.
Des éléments de l’enseignement du bouddhisme furent adoptés pour expliquer la profusion des doctrines, des écoles et des dieux. Cette multiplicité n’est en fait que la réalisation sous des formes différentes de la Vérité ultime sans forme ou du Corps de la Loi (fashen 法身, darmakaya) qui ne peut être vue ; tous les dieux sont des avatars du Dao ou de Yuanshi tianzun, qui prennent des formes adaptées aux circonstances et aux croyants. Des listes de divinités furent créées pour synthétiser le panthéon du Shangqing et du Lingbao.
C’est dans ce contexte qu’apparaît le premier témoignage textuel de la triade divine dans le Fengdao kejie 奉道科戒 « Codes et préceptes pour adorer le Dao » qui va faire l’objet des sections suivantes.

## Association des Cieux avec des Écritures et des divinités
Les trois cieux de « Pureté » Yuqing, Shangqing et Taiqing furent par la suite associés avec les trois dieux les plus élevés du taoïsme et avec trois ensembles d’Écritures connus comme les Trois Cavernes (sandong 三洞). Le premier texte effectuant cette association est le « Livre des esprits donnant la vie » (shengshen jing 生神经), datant du début du IIIe siècle.
À partir de cette époque, le terme Sanqing 三清, désigna principalement les trois dieux dits les « Trois Purs » associés aux Trois Cavernes, correspondant à trois écoles religieuses. Ces dieux sont :
- Le Vénérable céleste de l’origine (Yuanshi tianzun 元始天尊)
- Le Vénérable céleste du Joyau numineux (Lingbao tianzun 灵宝天尊)
- Le Vénérable céleste de la Voie et de sa Vertu (Daode tianzun 道德天尊)

Ces trois divinités furent par la suite comprises comme une seule symbolisation du Dao. On peut donc les décrire plutôt comme une trinité qu’une triade. Car ces Purs (ces Vénérables ou Tianzun) sont d’une nature radicalement différente de celle des autres divinités chinoise. Un Pur n’est pas une personne, mais une hypostase, un des nombreux aspects par lequel le Dao peut se rapprocher de l’humanité (Anna Seidel).
| Associations des Trois Puretés, d'après la table 18 de Kohn |                                      |                                        |                                       |
| TROIS PURETÉS Cieux : sanqing三清                           | Pureté de jade Yuqing 玉清           | Haute Pureté Shangqing上清             | Pureté suprême Taiqing 太清           |
| TROIS ORIGINES Sanyuan 三元                                 | Caverne chaotique hundong 混洞       | Chaos rouge chihun 赤混                | Sombre et silencieux mingji 冥寂      |
| TROIS CIEUX santian 三天                                    | Ciel pur et ténu qingwei tian 清微天 | Ciel des restes de Yu Yuyu tian 禹余天 | Ciel grand écarlate dachi tian 大赤天 |
| TROIS SOUFFLES san qi 三气                                  | Inaugural, vert 始青                 | D’origine, jaune yuanhuang 元黄        | Mystérieux, blanc xuanbai 玄白        |
| TROIS CAVERNES sandong 三洞                                 | Réel dongzhen 洞真                   | Mystérieux dongxuan 洞玄               | Spirituel dongshen 洞神               |
| TROIS VÉNÉRABLES CÉLESTES santian zun 三天尊                | Commencement original yuanshi 元始   | Trésor numineux lingbao 灵宝           | Voie et vertu daode 道德              |

Parmi ces triades, celle des Trois cavernes joue un rôle doctrinal important. Dénotant à l’origine le qi des Trois souverains (sanhuang 三皇, maître du Ciel, de la Terre et de l’Humanité), les « cavernes » représentent les trois courants doctrinaux du taoïsme durant les Six dynasties (les 369 années allant 220 à 589). Le nom de sanhuang est dérivé du Sanhuang wen 三皇文 (Écriture des Trois souverains), considéré comme le texte le plus représentatif de la tradition du sud, avant la création du Shangqing et du Lingbao. Les trois composantes du Canon taoïste sont le Dongzhen « la Caverne de la perfection », le Dongxuan « la Caverne du Mystère », et le Dongshen « la Caverne de l’esprit ».

## La Triade divine

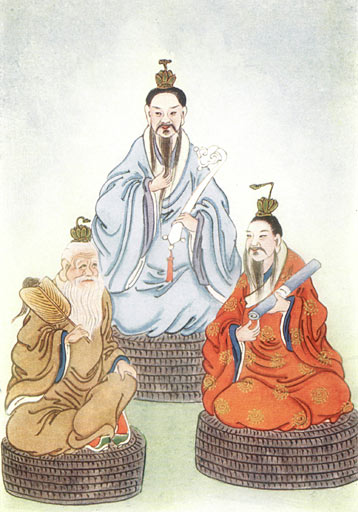
Triade taoïste

### Le Vénérable céleste du Commencement primordial (Yuanshi tianzun元始天尊)
Yuanshi tianzun représente l’aspect cosmique et créatif du Dao. Il est représenté au centre de la triade et porte les attributs de la royauté.
Il est apparu la première fois vers l’année 485 dans les commentaires du Duren jing 度人经 l’« Écrit du salut » par Yan Dong 严东. Il porte plusieurs autres noms : yuqing yuanshi tianzun 玉清元始天尊 « Vénérable céleste de l’origine pureté de jade », yuqing dadi 玉清大帝 « Grand Empereur de pureté de jade » etc..
Le titre de tianzun 天尊 « Vénérable céleste » est une adaptation d’une épithète du Bouddha, qualifié de shizun 世尊 « Vénérable du monde ».

### Le Vénérable céleste du Joyau numineux (Lingbao tianzun灵宝天尊)
Lingbao tianzun joue le rôle de révélateur des écritures sacrées. Il se tient à la gauche du Vénérable céleste du Commencement et lui sert de porte-parole. Il est aussi connu sous les noms de Taishang daojun 太上道君 « Le plus grand Seigneur de la Voie » ou plus simplement Taishang 太上 « Le plus grand ».
Il apparaît avec une biographie développée dans les Écritures Lingbao 灵宝 comme un disciple et un messager du Vénérable céleste du Commencement. Les relations entre ces deux divinités sont pensées comme celles que l’on trouve dans le bouddhisme Mahayana, avec le Vénérable céleste résidant au-dessus de l’univers connu et le Seigneur de la Voie, son disciple cherchant des instructions pour soulager l’humanité souffrante.

### Le Vénérable céleste de la Voie et de sa Vertu (Daode tianzun道德天尊)
Le troisième dieux situé à droite de la divinité centrale, est « Le Vénérable céleste de la Voie et de sa Vertu » Taishang laojun 太上老君, autrement dit Laozi. Il est décrit comme le disciple du Seigneur du Dao qui l’aida à devenir un Parfait. Sa fonction principale est de maintenir des contacts étroits avec l’humanité.
Là encore, il fait écho à un modèle bouddhiste, dans lequel la troisième divinité est le bodhisattva sauveur.
De nombreuses stèles représentant la triade du panthéon taoïste, décrites comme les Trois Vénérables, sanzun 三尊, datent du VIe siècle. La première datant de 508 a été trouvée au Monastère de l’étang de pierre, Shihong si 石泓寺, à Fuzhou (Fujian) suivies d’autres datant de 515, 521, 567 et 572 et de l’époque Tang.
Le premier témoignage textuel de la triade divine se trouve dans le Fengdao kejie 奉道科戒 « Codes et préceptes pour adorer le Dao » du début des Tang.